# Kazimierz Julian Rudnicki
Kazimierz Julian Rudnicki (ur. 7 października 1889 w Tarnopolu, zm. 1940 w ZSRR) – kapitan piechoty Wojska Polskiego, ofiara zbrodni katyńskiej.

## Życiorys
Urodził się 7 października 1889 w Tarnopolu jako syn Adolfa. Po odzyskaniu przez Polskę niepodległości wstąpił do Wojska Polskiego. Został awansowany na stopień porucznika piechoty ze starszeństwem z dniem 1 czerwca 1919. W 1923 był oficerem 50 pułku piechoty w garnizonie Kowel. Następnie został awansowany na stopień kapitana piechoty ze starszeństwem z 1 lipca 1923. W 1924 i w kolejnych latach był oficerem 40 pułku piechoty we Lwowie. Później przeniesiony w stan spoczynku. W 1934 jako kapitan w stanie spoczynku był przydzielony do Oficerskiej Kadry Okręgowej nr VI jako oficer przewidziany do użycia w czasie wojny i pozostawał wówczas w ewidencji Powiatowej Komendy Uzupełnień Lwów Miasto.
Został pracownikiem Ossolineum we Lwowie.
10 grudnia 1939 został aresztowany przez funkcjonariuszy NKWD jako „członek polskiej powstańczej organizacji kontrrewolucyjnej” i oskarżony z art. 143, 145 i 146 kodeksu karnego. Był więziony we Lwowie. 7 maja 1940 został przekazany wraz z aktami śledztwa do dyspozycji NKWD ZSRR. W 1940 został zamordowany przez NKWD. Jego nazwisko znalazło się na tzw. Ukraińskiej Liście Katyńskiej opublikowanej w 1994 (został wymieniony na liście wywózkowej 55/4-69 oznaczony numerem 2538). Ofiary tej części zbrodni katyńskiej zostały pochowane na otwartym w 2012 Polskim Cmentarzu Wojennym w Kijowie-Bykowni.